# Józef Machlejd
Józef Karol Gustaw Machlejd (ur. 28 kwietnia 1902, zm. 1940) – polski przedsiębiorca, przyrodnik, porucznik Wojska Polskiego, ofiara zbrodni katyńskiej.

## Życiorys
Syn Artura, brat Jerzego. Absolwent Wydziału Matematyczno-Przyrodniczego Uniwersytetu Warszawskiego. W czasie studiów członek korporacji akademickiej Welecja. Dyrektor i współwłaściciel Zakładów Ogrodniczych Ulrichów. Członek Towarzystwa Ogrodniczego Warszawskiego.
Brał udział w wojnie polsko-bolszewickiej, służył w batalionie przeciwlotniczym. W 1926 roku ukończył Szkołę Podchorążych Rezerwy Artylerii, a w 1931 i 1934 roku odbył ćwiczenia rezerwy w 1 pułku artylerii przeciwlotniczej.
W czasie kampanii wrześniowej porucznik w 1 pułku artylerii przeciwlotniczej. Po agresji ZSRR na Polskę dostał się do niewoli radzieckiej, przebywał w obozie w Starobielsku. Zamordowany przez NKWD wiosną 1940 roku w Charkowie, pochowany potajemnie w anonimowej mogile zbiorowej w Piatichatkach. Obecnie spoczywa na Cmentarzu Ofiar Totalitaryzmu w Charkowie. Symboliczny grób znajduje się na cmentarzu ewangelicko-augsburskim w Warszawie (aleja A, grób 29). Ponadto upamiętnia go tabliczka kommemoratywna w kaplicy katyńskiej katedry polowej Wojska Polskiego w Warszawie.

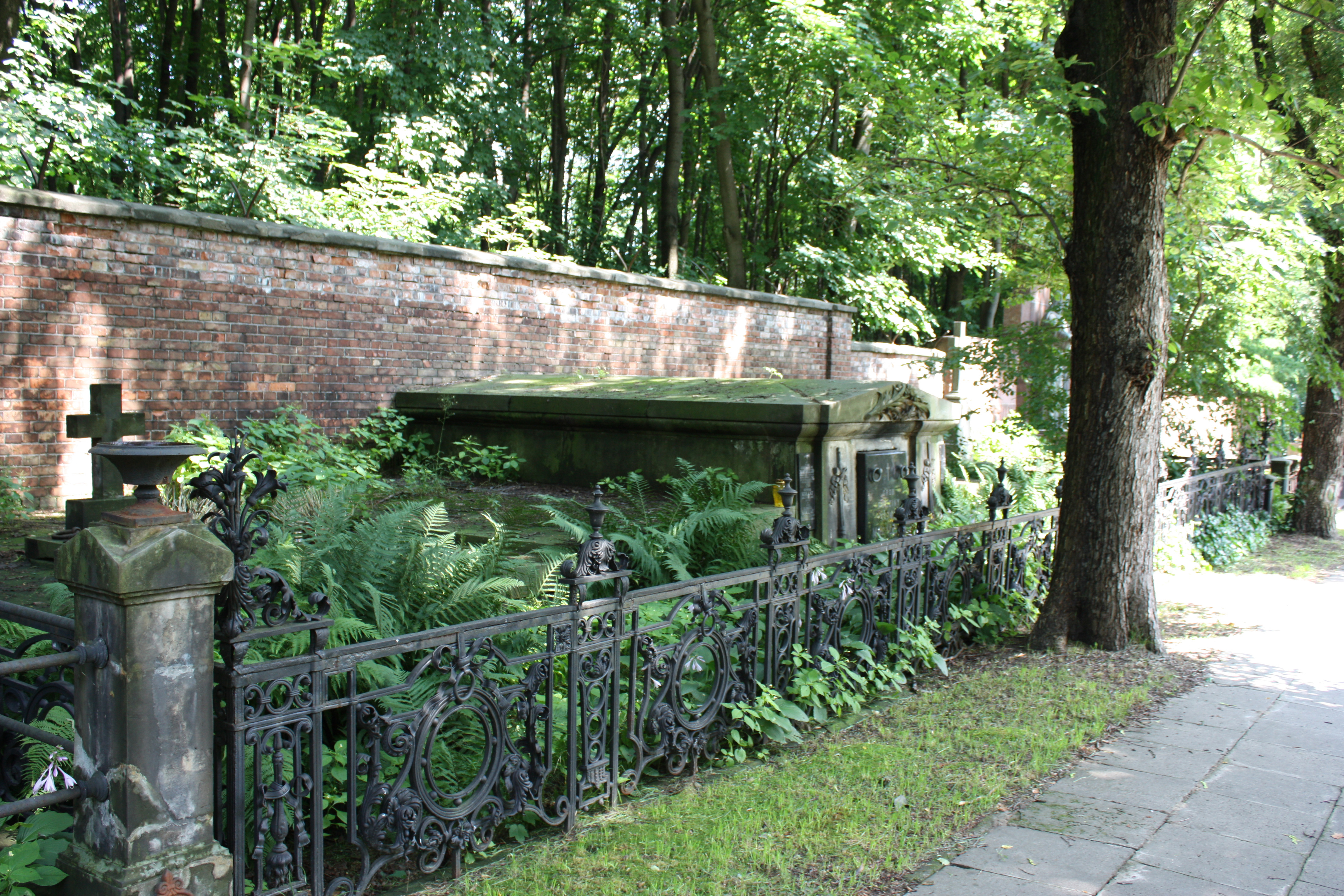
Grobowiec rodziny Machlejdów na cmentarzu ewangelicko-augsburskim w Warszawie

5 października 2007 roku Minister Obrony Narodowej Aleksander Szczygło mianował go pośmiertnie do stopnia kapitana. Awans został ogłoszony 9 listopada 2007 roku, w Warszawie, w trakcie uroczystości „Katyń Pamiętamy – Uczcijmy Pamięć Bohaterów”.

## Publikacje
- Pięćdziesięciolecie Towarzystwa Ogrodniczego Warszawskiego. 1934
- Sprzedaż kwiatów u nas i zagranicą. 1938[3]